# جوزپه آبایناله
جوزپه آبایناله (ایتالیایی: Giuseppe Abbagnale؛ زادهٔ ۲۴ ژوئیه ۱۹۵۹) قایقران روئینگ اهل ایتالیا است.
وی در مسابقات کشوری و بین‌المللی در مجموع برندهٔ ۹ مدال طلا، ۴ مدال نقره، ۱ مدال برنز شده‌است.